# Schönbüchel und Aggstein

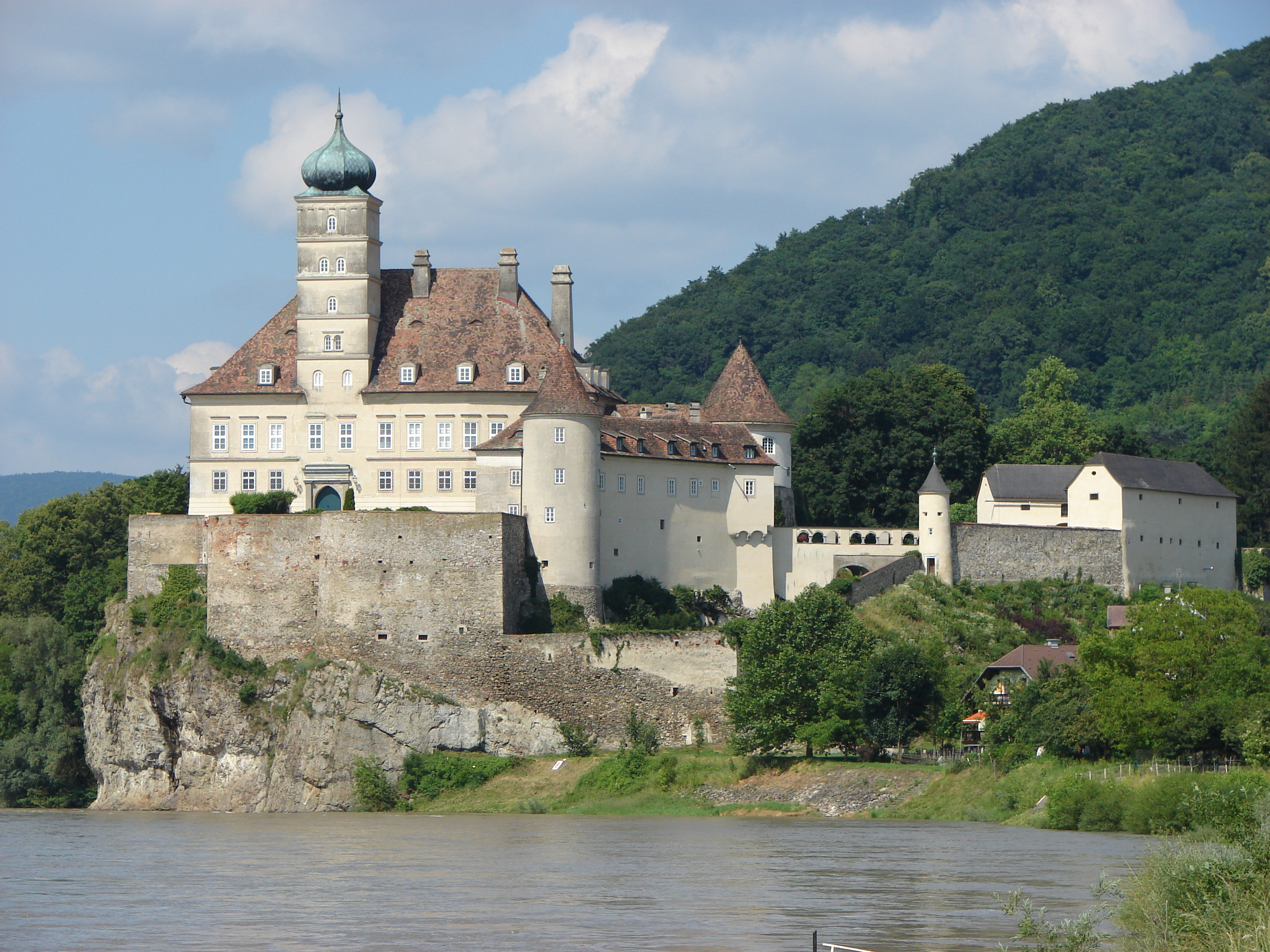
Schloss Schönbühel, Sitz der Verwaltung (2006)

Die Herrschaft Schönbüchel und Aggstein war eine Grundherrschaft im Viertel ober dem Wienerwald im Erzherzogtum Österreich unter der Enns, dem heutigen Niederösterreich.

## Ausdehnung
Die Herrschaft umfasste zuletzt die Ortsobrigkeit über Schönbüchel, Berging, Gerolding, Hohenwarth, Lerchfeld, Hofstetten, Anzenberg, Höhenberg, und Aggstein. Der Sitz der Verwaltung befand sich im Schloss Schönbühel.

## Geschichte
Der letzte Inhaber der Allodialherrschaft war der Kämmerer Franz Graf von Beroldingen (1779–1860), als die Herrschaft im Wege der Reformen 1848/1849 aufgelöst wurde.